# João Rodrigues Mouro
João Rodrigues Mouro (Olivença, 1620 —- Setúbal, 25 de Julho de 1707) foi um engenheiro militar e arquitecto português.

## Biografia
Filho de Pedro Antunes Mouro, foi tio de Pedro Mexia Fouto.

## Obras
- Forte do Pessegueiro, a sua obra mais emblemática, construído entre 1679 e 1684.[2]
- Nova ala no convento de São João de Deus em Montemor-o-Novo.[2]